# Bàu Hàm
Bàu Hàm là một xã thuộc tỉnh Đồng Nai, Việt Nam.

## Địa lý
Xã Bàu Hàm có vị trí địa lý:
- Phía đông giáp huyện Thống Nhất
- Phía nam giáp huyện Thống Nhất và xã Sông Thao
- Phía tây giáp xã Sông Thao
- Phía bắc giáp xã Thanh Bình.

## Hành chính
Xã Bàu Hàm được chia thành 4 ấp: Tân Hoa, Tân Hợp, Tân Việt & Cây Điều.